# Соловьёв, Владимир Романович
Владимир Романович Соловьёв (1909—1968) — советский актёр театра и кино. Народный артист РСФСР (1965). Лауреат Сталинской премии третьей степени (1950).

## Биография
В. Р. Соловьёв родился 8 (21) сентября 1909 года в Санкт-Петербурге. 
С 1923 года учился в школе ФЗУ, работал слесарем на заводе. В 1931 году окончил театральный техникум при Московском ТРАМе. С 1927 года актёр и режиссёр этого театра. 
Снимался в кино, известен как главный исполнитель роли М.И. Калинина в фильмах 1940-50-х годов.
Член ВКП(б) с 1930 года.
В. Р. Соловьёв умер 10 июля 1968 года. Похоронен в Москве на Ваганьковском кладбище (участок № 19).

## Театральные работы

### Роли в театре
- 1931 — «Тревога» Ф. Ф. Кнорре — Плюс

- 1934 — «Бедность не порок» А. Н. Островского — Любим Торцов

- 1938 — «Как закалялась сталь» по роману  Н. А. Островского — Жухрай

- 1940 — «Парень из нашего города» К. М. Симонова — Сергей Луконин

- 1941 — «Ночь в сентябре» И. Чекина — Степан Кулагин

- 1942 — «Живой труп» Л. Н. Толстого — Алексанров

- 1942 — «Фронт» А. Е. Корнейчука — командующий армией Огнев

- 1943 — «Юность отцов» Б. Л. Горбатова — Степан Рябинин

- 1944 — «Нора» Г. Ибсена — Крогстад

- 1945 — «Под каштанами Праги» К. М. Симонова — полковник Петров

- 1947 — «Беспокойные люди» Б. С. Ласкина — Сергей Широков

- 1952 — «Сыновья Москвы» Н. В. Рожкова. Постановка С. Л. Штейна и С. В. Гиацинтовой — Савелий Букреев

- 1954 — «Годы странствий» А. Н. Арбузова — Михаил Лаврухин

- 1958 — «Святая Иоанна» Б. Шоу — Пьер Кошон, епископ города Бове.

- 1959 — «Братья Ершовы» по роману В. А. Кочетова — Дмитрий Тимофеевич Ершов

- 1964 — «Снимается кино» Э. С. Радзинского — Жгунди

- 1965 — «В день свадьбы» В. С. Розова — Салов

- 1966 — «Чайка» А. П. Чехова — Шамраев

## Постановки =
- 1939 — «История одной любви» К. М. Симонова
- 1941 — «Парень из нашего города» К. М. Симонова (совместно с И. Н. Берсеневым)
- 1943 — «Юность отцов» Б. Л. Горбатова (совм. с И. Н. Берсеневым)
- 1947 — «Беспокойные люди» Б. С. Ласкина
- 1952 — «Доброе имя» К. М. Симонова (совм. с С. В. Гиацинтовой)
- 1954 — «Годы странствий» А. Н. Арбузова (совместно с С. В. Гиацинтовой)
- 1959 — «Братья Ершовы» по роману В. А. Кочетова (совм. с С. А. Майоровым)

## Фильмография

### Роли в кино
- 1936 — Поколение победителей — Андрейка
- 1938 — Победа — Клим Самойлов
- 1938 — Семья Оппенгейм — шофёр Пахинке
- 1938 — Честь — Михаил Зима
- 1939 — Ленин в 1918 году — Синцов
- 1939 — В поисках радости — Чанцев
- 1941 — Мечта — Василь
- 1941 — Боевой киносборник № 4 — капитан Тюрин
- 1944 — Дни и ночи — Сабуров
- 1944 — Большая земля — Егор Свиридов
- 1946 — Клятва — Семен Рузаев
- 1948 — Мичурин — М. И. Калинин
- 1949 — Сталинградская битва — М. И. Калинин
- 1949 — Константин Заслонов — Нейгауз
- 1949 — У них есть Родина — Упманис
- 1950 — Далеко от Москвы — Ефимов
- 1950 — Секретная миссия
- 1953 — Великий воин Албании Скандербег — францисканский монах
- 1953 — Вихри враждебные — М. И. Калинин
- 1954 — Об этом забывать нельзя — Федченко
- 1956 — Первые радости — Мешков
- 1956 — Илья Муромец — Касьян
- 1956 — Пролог — рабочий Круглов
- 1957 — Необыкновенное лето — Мешков
- 1957 — Ленинградская симфония — Николай Логинов
- 1958 — Капитанская дочка — следователь
- 1958 — По путёвке Ленина — Матусовский
- 1959 — Нормандия — Неман — партизан
- 1960 — Испытательный срок — Ожерельев-отец
- 1960 — Ровесник века — М. И. Калинин
- 1961 — Академик из Аскании — старик с коровой
- 1961 — Первые испытания — Павел Сергеевич
- 1962 — Люди и звери — комиссар дивизии
- 1962 — Павлуха — дядя Яша
- 1964 — Где ты теперь, Максим? — Вадим Петрович
- 1964 — Товарищ Арсений — Ф. А. Афанасьев

### Дубляж
- 1954 — Красное и чёрное (фр. Le Rouge et le noir, Франция) — аббат Пиррар (роль Антуана Бальпетра)
- 1956 — Не та, так эта — Рустамбек
- 1956 — Священная кровь — Шакир-ата
- 1959 — Командир отряда — дядюшка Никола
- 1959 — Король Шумавы — Беран

## Почётные звания, награды и премии
- Заслуженный артист Узбекской ССР (5 марта 1943)[2]
- Заслуженный артист РСФСР (24 марта 1943)
- Орден Трудового Красного Знамени (15 февраля 1948)[3]
- Орден «Знак Почёта» (3 октября 1947)
- Орден Братства и единства II степени (СФРЮ; 21 ноября 1946)
- Сталинская премия третьей степени (1950) — за исполнение роли Нейгауза в фильме «Константин Заслонов» (1949)
- Народный артист РСФСР (29 апреля 1965)